# Anaconda (installer)
Anaconda è il programma di installazione delle distribuzioni GNU/Linux prodotte da Red Hat e viene usato anche dalle distribuzioni da esse derivate come Fedora, CentOS e Scientific Linux.
È un software dotato di interfaccia grafica, che guida passo passo l'utente durante l'installazione e la prima configurazione della distribuzione. È dotato di un comodo partizionatore in grado di creare, eliminare, ridimensionare partizioni e gestire il RAID software, LVM e LVM2. Permette di abilitare repository aggiuntivi fin dall'installazione e permette di selezionare quali pacchetti installare, sia singolarmente che in gruppo, anche se la selezione di default è sufficiente per un l'utenza desktop.
Se si desidera effettuare un'installazione di base è possibile installare solamente il pacchetto Base, che fornisce solo il minimo indispensabile per avviare il sistema di base. In seguito è possibile aggiungere i pacchetti che si desiderano. L'installazione del pacchetto Base occupa 50MB, per cui è paragonabile a una Debian NetInstall, anche se paragonata a questa ha il vantaggio di poter selezionare i pacchetti sempre dall'installer grafico senza dover entrare in modalità testo. È in grado di effettuare installazioni di rete, da DVD, da LiveCD e da memorie USB. Anaconda permette di configurare tutti gli aspetti necessari, come la rete, il firewall, SELinux, utenti, password e altro.